# Thomas Fairley
Pour les articles homonymes, voir Fairley.
Thomas Fairley, né en 1843 à Glasgow et mort le 21 février 1919 à Leeds, est un chimiste analyste britannique. 
Il est président de la Society for Analytical Chemistry en 1903-1904.

## Biographie
Il fait ses études à l'Université d'Édimbourg où il est élève de Lyon Playfair dont il deviendra l'assistant.
Enseignant à Leeds, membre de la Society for Analytical Chemistry depuis 1865, il en devient le président en 1903-1904. 